# Ruth Ruth
I Ruth Ruth sono un gruppo alternative rock statunitense formatosi nel 1993 a New York. La band, composta dal cantante/bassista Chris Kennedy, dal chitarrista Mike Lustig e dal batterista Dave Snyder, firmò un contratto nel 1995 con la American Recordings, che pubblicò il debutto Laughing Gallery nell'ottobre dello stesso anno, oltre all'EP Little Death nel 1996. Nel 1998 i Ruth Ruth si accasarono alla RCA Records, con cui pubblicarono Are You My Friend?, prima di passare alla Flaming Peach per il successivo Right About Now del 2004. La loro pubblicazione più recente è l'album live del 2009 Live in Toronto.

## Formazione
- Chris Kennedy - voce, basso
- Mike Lustig - chitarra
- Christian Nakata - batteria

## Discografia

### Album di studio
- 1995 - Laughing Gallery
- 1998 - Are You My Friend?
- 2004 - Right About Now

### Album live
- 2009 - Live in Toronto

### EP
- 1996 - Little Death